# Giro d'Italia de 2008
Giro d'Italia 2008 foi a nonagésima primeira edição da prova ciclística Giro d'Italia ("Corsa Rosa"), realizada entre os dias 10 de maio e 1º de junho de 2008.
A competição foi realizada em 21 etapas com um total de 3.406 km. A largada aconteceu na cidade de Palermo, na ilha da Sicília e a chegada foi em Milão, no norte da Itália.
O vencedor foi o ciclista espanhol Alberto Contador, que defendeu as cores da equipe "Astana". Largaram 197 competidores, 53 com a nacionalidade italiana, cruzaram a linha de chegada 141 corredores. O vencedor completou o percurso com uma velocidade média de
37,8 km/h
O ciclista brasileiro Luciano Pagliarini participou da competição pela equipe "Saunier Duval-Scott", abandonando a corrida após quatorze etapas.

## História
Alberto Contador, assumiu a liderança na classificação geral na décima quinta etapa, vestindo a "maglia rosa" até o final. Não venceu nenhuma das etapas, mas acumulou bons resultados, apoiado pelo excelente trabalho da equipe "Astana". A última vez que um não italiano subiu na posição mais alta do podium tinha sido no ano de 1996.
O segundo colocado, o ciclista italiano, Riccardo Riccò, vencedor da segunda etapa, Cefalù - Agrigento , e da oitava, Rivisondoli - Tívoli , chegou atrás do vencedor pouco menos de dois minutos, de uma prova de praticamente 90 horas.
O ciclista italiano Marzio Bruseghin terceiro colocado, vencedor da 10ª etapa, competição contra-relógio individual, Pesaro-Urbino, chegou um minuto após, no tempo acumulado.
O calendário da competição foi definido após acordo firmado entre a "UCI ProTour" (International Cycling Union), e os organizadores das grandes provas ciclísticas, "A.S.O." (Amaury Sports Organisation) responsável pelo "Tour de France", a "Unipublic" pela "Vuelta a España" e a "RCS pubblicità SpA" pelo "Giro d'Italia". Este acordo põe fim a disputa entre as Federações nacionais de Ciclismo, organizadores das competições, equipes e a entidade máxima da modalidade a "UCI".
A equipe "Astana Cycling Team", do vencedor Alberto Contador, foi uma das últimas a serem convidadas, consequência do acordo entre as Organizações.
O "Gran Premio della Montagna" foi conquistado pelo ciclista da Itália, Emanuele Sella, que obteve o direito de vestir a "Maglia verde".

## Resultados

### Classificação geral

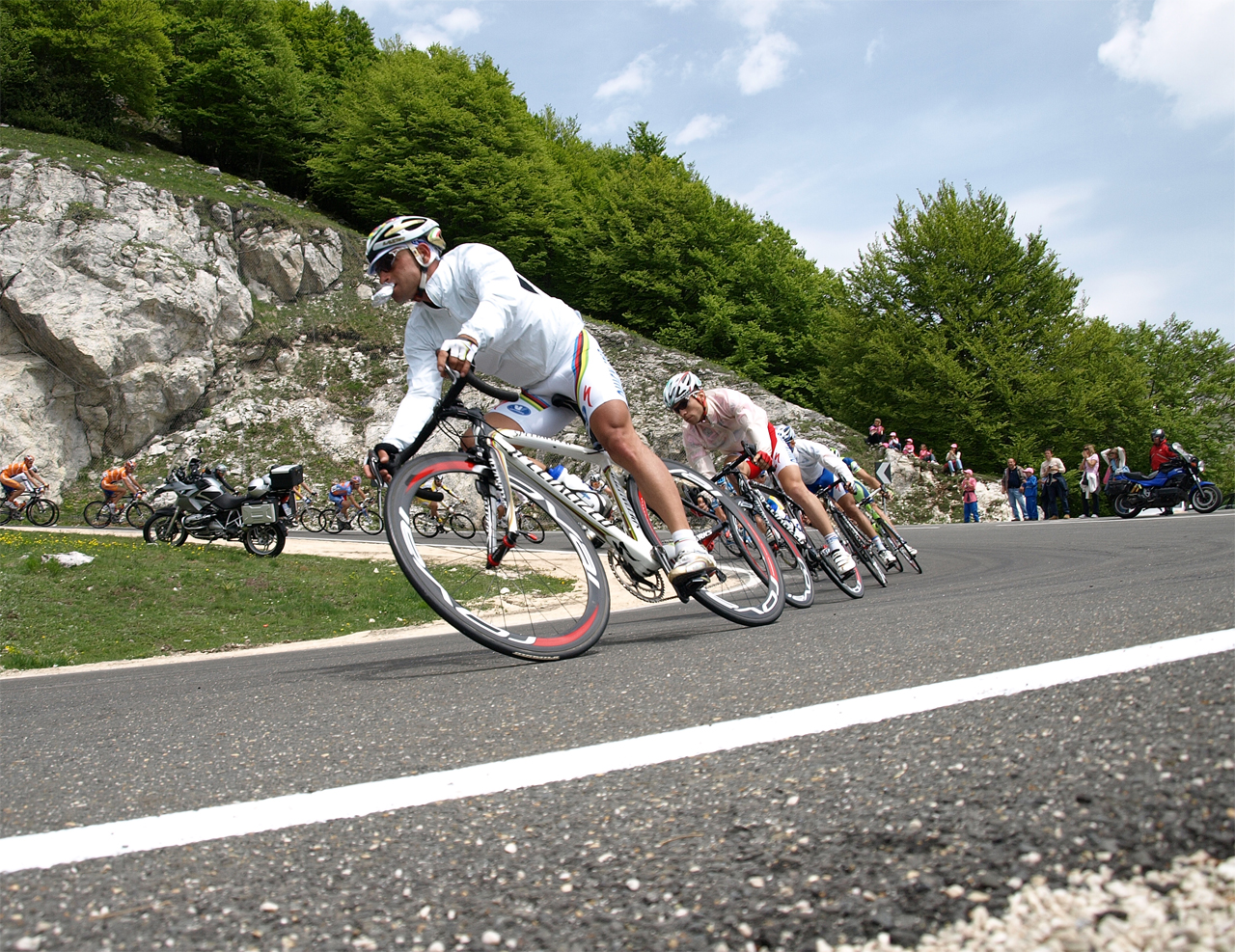
Ciclista italiano Paolo Bettini lidera o pelotão
descida "Forca d'Acero" (8ª etapa)

| Posição | Nome                  | País    | Equipe                   | Tempo de prova |
| ------- | --------------------- | ------- | ------------------------ | -------------- |
| 1.      | Alberto Contador      | Espanha | Astana                   | 89h 56´ 49´´   |
| 2.      | Riccardo Riccò        | Itália  | Saunier Duval-Scott      | + 1´ 57´´      |
| 3.      | Marzio Bruseghin      | Itália  | Lampre                   | + 2´ 54´´      |
| 4.      | Franco Pellizotti     | Itália  | Liquigas                 | + 2´ 56´´      |
| 5.      | Denis Menchov         | Rússia  | Rabobank                 | + 3´ 37´´      |
| 6.      | Emanuele Sella        | Itália  | CSF Group Navigare       | + 4´ 31´´      |
| 7.      | Jurgen Van den Broeck | Bélgica | Silence-Lotto            | + 6´ 30´´      |
| 8.      | Danilo Di Luca        | Itália  | LPR Brakes               | + 7´ 15´´      |
| 9.      | Domenico Pozzovivo    | Itália  | CSF Group Navigare       | + 7´ 53´´      |
| 10.     | Gilberto Simoni       | Itália  | Serramente Diquigiovanni | + 11´ 03´´     |

### Etapas
| Etapa | Data       | Percurso                           | km         | Vencedor da etapa    | Líder classificação geral |
| 1ª    | 10 de maio | Palermo-Palermo                    | 23,6 (CRE) | Slipstream Chipotle  | Christian Vandevelde      |
| 2ª    | 11 de maio | Cefalù-Agrigento                   | 207        | Riccardo Riccò       | Franco Pellizotti         |
| 3ª    | 12 de maio | Catania-Milazzo                    | 221        | Daniele Bennati      | Franco Pellizotti         |
| 4ª    | 13 de maio | Pizzo Calabro-Lungomare            | 183        | Mark Cavendish       | Franco Pellizotti         |
| 5ª    | 14 de maio | Belvedere Marittimo-Contursi Terme | 203        | Pavel Brutt          | Franco Pellizotti         |
| 6ª    | 15 de maio | Potenza-Peschici                   | 232        | Matteo Priamo        | Giovanni Visconti         |
| 7ª    | 16 de maio | Vasto-Pescocostanzo                | 180        | Gabriele Bosisio     | Giovanni Visconti         |
| 8ª    | 17 de maio | Rivisondoli-Tívoli                 | 208        | Riccardo Riccò       | Giovanni Visconti         |
| 9ª    | 18 de maio | Civitavecchia-San Vincenzo         | 218        | Daniele Bennati      | Giovanni Visconti         |
| 10ª   | 20 de maio | Pesaro-Urbino                      | 39,4 (CRI) | Marzio Bruseghin     | Giovanni Visconti         |
| 11ª   | 21 de maio | Urbania-Cesena                     | 199        | Alessandro Bertolini | Giovanni Visconti         |
| 12ª   | 22 de maio | Forli-Carpi                        | 172        | Daniele Bennati      | Giovanni Visconti         |
| 13ª   | 23 de maio | Módena-Cittadella                  | 177        | Mark Cavendish       | Giovanni Visconti         |
| 14ª   | 24 de maio | Verona-Val di Fiemme               | 195        | Emanuele Sella       | Gabriele Bosisio          |
| 15ª   | 25 de maio | Arabba-Marmolada                   | 153        | Emanuele Sella       | Alberto Contador          |
| 16ª   | 26 de maio | S.Vigilio Marebbe-Plan de Corones  | 12,9 (CRI) | Franco Pellizotti    | Alberto Contador          |
| 17ª   | 28 de maio | Sondrio-Locarno                    | 146        | André Greipel        | Alberto Contador          |
| 18ª   | 29 de maio | Mendrisio-Varese                   | 147        | Jens Voigt           | Alberto Contador          |
| 19ª   | 30 de maio | Legnano-Monte Pora                 | 228        | Vasil Kiryienka      | Alberto Contador          |
| 20ª   | 31 de maio | Rovetta-Tirano                     | 224        | Emanuele Sella       | Alberto Contador          |
| 21ª   | 1 de junho | Cesano Maderno-Milão               | 28,5 (CRI) | Marco Pinotti        | Alberto Contador          |

CRI = Contra-relógio individual
CRE = Contra-relógio por equipes

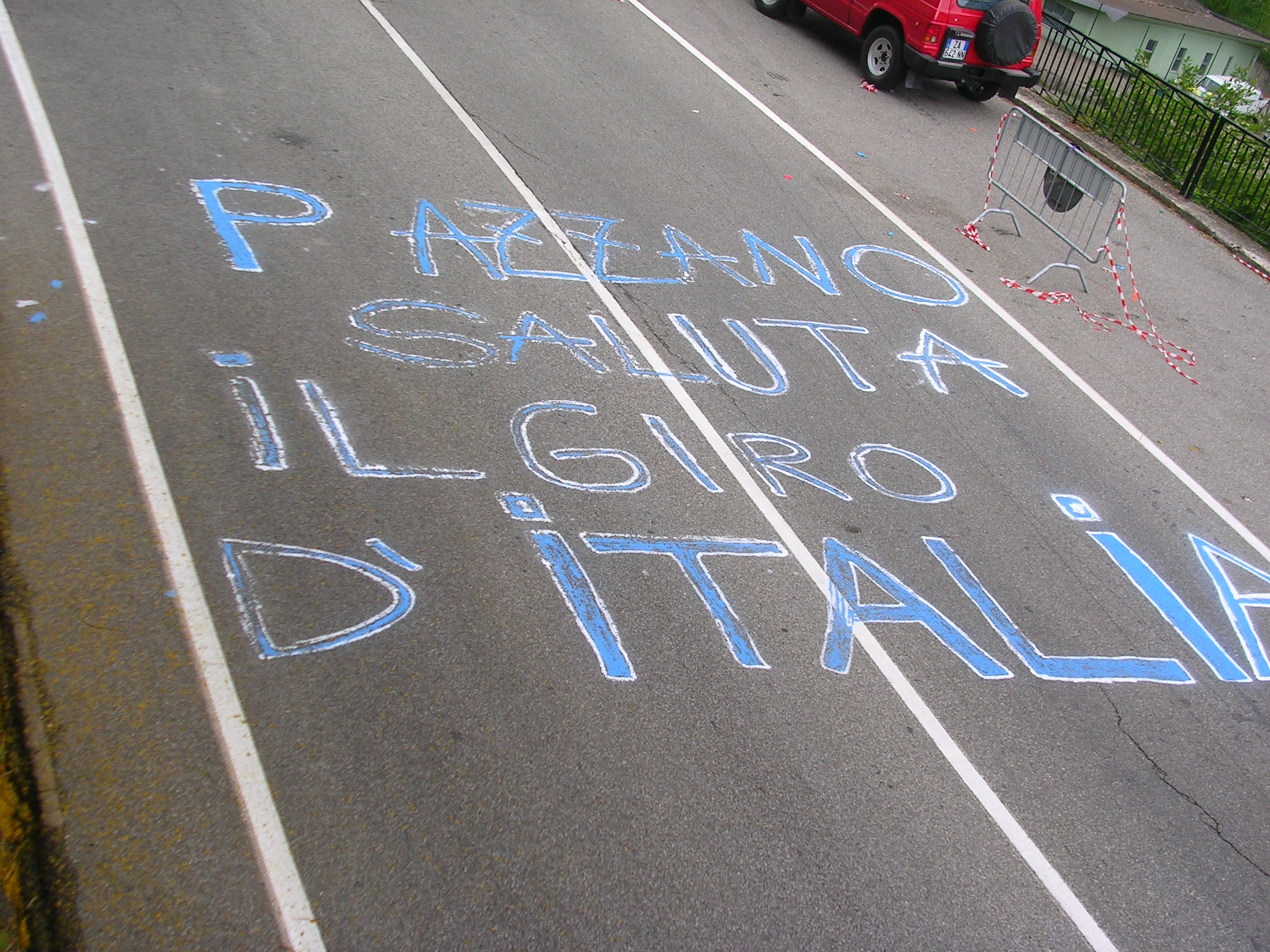
Giro d'Italia em Pazzano
(4ª etapa)